# Saxifraga kashmeriana
Saxifraga kashmeriana är en stenbräckeväxtart som beskrevs av U. Dhar och P. Kachroo. Saxifraga kashmeriana ingår i Bräckesläktet som ingår i familjen stenbräckeväxter. Inga underarter finns listade i Catalogue of Life.